# NGC 354
NGC 354 je galaksija u zviježđu Ribe.

## Vanjske poveznice
- SEDS: NGC 354